# Приговор (фильм, 1999)
«Приговор» (англ. The Winslow Boy) — фильм американского режиссёра Дэвида Мэмета, ремейк одноимённого фильма 1948 года по пьесе Теренса Реттигена «Мальчик Уинслоу», основанной на реальных событиях.
Фильм был показан в рамках программы «Особый взгляд» Каннского кинофестиваля 1999 года.

## Сюжет
Рождество 1911 года. Артур Уинслоу (Найджел Хоторн), бывший лондонский банкир, отдаёт последние распоряжения по подготовке торжественного обеда, который должен последовать за помолвкой его дочери Кэтрин (Ребекка Пиджон), суфражистки и поборницы женского избирательного права, и капитана Джона Уотэрстоуна. Семья и гости поздравляют молодых, и в это время неожиданно домой возвращается самый младший член семьи, младший сын Артура, Ронни, 14-летний кадет Военно-морского училища в Осборне. Ронни обвинен в краже почтового перевода. Внутреннее расследование, проведенное без уведомления его семьи, признало его виновным, в результате чего господина Уинслоу просят забрать своего сына из колледжа. Ронни заявляет о своей невиновности, и его отец верит ему и требует признания ошибки и извинений от колледжа. Получив отказ восстановить Ронни в школе, Артур решает добиться снятия обвинений через суд. При поддержке дочери и Деcмонда Керри, поверенного и друга семьи, Артур Уинслоу решает нанять самого известного адвоката в Англии, сэра Роберта Мортона (Джереми Нортэм), который также является членом парламента и принадлежит к оппозиционной партии.
Правительство не желает заниматься столь незначительным делом. Дело вызывает широчайший общественный резонанс, так как ответчиком является военно-морское министерство, а фактически британская корона. Английский закон предполагает, что государственное учреждение, представляющее интересы короны, не может ошибаться. Постановления государственного учреждения такого уровня может быть оспорено только с разрешения генерального прокурора.
Добившись встречи с Робертом Мортоном, Кэтрин ожидает, что сэр Роберт в лучшем случае воспользуется процессом как рекламой. Вместо этого, сэр Роберт допрашивает Ронни, так как хочет убедиться в его невиновности (фактически подвергает мальчика перекрестному допросу, чтобы понять, как он будет держаться в суде). Кэтрин не испытывает восторга по поводу Мортона, которого она считает холодным и бессердечным. Кэтрин также не нравятся его политические взгляды, выдающие в нём консерватора и противника женского избирательного права. «Он всегда высказывается против того, что является правильным», — замечает она своему отцу, хотя и признаёт его мастерство ведения дебатов в суде и парламенте. Мортон, в свою очередь, очарован Кэтрин с момента их первой встречи. После горячих споров в Палате общин сэр Роберт действительно добивается передачи дела в суд.
Судебные издержки быстро подрывают семейный бюджет Уинслоу. Здоровье господина Уинслоу ухудшается из-за нервного перенапряжения. Жена Артура, Грэйс (Джемма Джонс), начинает задаваться вопросом, является ли эта борьба борьбой за правду или это лишь упрямство и гордость её мужа. Пожертвовав деньгами семьи, Грэйс Уинслоу не желает увольнять горничную Вайолет, проработавшую в их семье больше двадцати лет, которой она больше не может платить жалование. Старший сын, Дики Уинслоу, должен покинуть Оксфорд, так как семья больше не может платить за его учёбу, а значит, потеряна возможность построить карьеру на государственной службе. Вместо этого он вынужден искать работу в банке отца. Брак Кэтрин также под угрозой. Её жених расторгает помолвку, так как зависит от содержания своего отца (армейского полковника), что вынуждает девушку рассмотреть предложение от Деcмонда, которого она не любит. Сэр Роберт также приносит жертву и отказывается от назначения на пост лорда-главного судьи. Меньше всего потерь несёт Ронни, которому очень нравится его новая школа.
В суде сэр Роберт (сотрудничающий с Деcмондом Керри и его фирмой) дезавуирует большую часть надуманных доказательств. Адмиралтейство, уже не столь уверенное в вине Ронни,  отказывается от всех обвинений в его адрес.
В момент оглашения приговора в суде нет никого из семьи Уинслоу. Именно Вайолет приносит в дом добрую весть и рассказывает Артуру Уинслоу и Кэтрин о том, что происходило в суде. Вскоре после этого приходит сэр Роберт. Фильм заканчивается предположением, что между сэром Робертом и Кэтрин, признавшей свою неправоту в его адрес, возможен роман.

## В ролях
- Найджел Хоторн — Артур Уинслоу
- Ребекка Пиджон — Кэтрин Уинслоу
- Джереми Нортэм — сэр Роберт Мортон
- Джемма Джонс — Грейс Уинслоу
- Гай Эдвардс — Ронни Уинслоу

## Производство
Представляя фильм в Лондоне режиссёр Дэвид Мэмет, изначально обдумывавший возможность театральной постановки пьесы Реттигена, впервые экранизированной ещё в 1948 году, признал, что отказался от этой затеи, так как не смог найти спонсоров, после чего решил перенести постановку на большой экран, что стало возможно после согласия Сары Грин, Салли Френч, Майкла Баркера и Тома Бернарда стать продюсерами картины. Адаптацию сценария (на основе пьесы) Дэвид Мэмет взял на себя. Музыку к фильму написал Аларик Янс, оператором был приглашен Бенуа Дельомм.
Нил Норт, исполнивший главную роль в киноверсии пьесы 1948 года, появился в фильме в роли министра военно-морского флота. В комментарии к DVD Мэмет оговаривает это совпадение, утверждая, что приглашение для участия в картине Норту было выдвинуто прежде, чем он узнал об участии актёра в фильме 1948 года.
Актёры, сыгравшие на экране Дикки (Мэтью Пиджон) и Кэтрин (Ребекка Пиджон), старших брата и сестру Уинслоу, в жизни также являются братом и сестрой.

### Краткий обзор
Сюжет фильма (пьесы), рассказывающий о борьбе против строгих норм поведения, повествует о борьбе отца за честное имя своего сына, отчисленного из Осборн-хаус по обвинению в краже почтового перевода. Очистить от клеветы имя мальчика необходимо для сохранения доброго имени всей семьи, иначе жизнь ребёнка может быть разрушена несправедливостью, совершённой по отношению к нему обществом.
Фильм основан на реальном судебном процессе, проходившем в 1910 году над кадетом Джорджем Арчером-Ши, учившимся в Осборн-хаусе в 1908 году и обвинявшимся в краже почтового перевода у другого кадета. Данный процесс стал прецедентом для британской судебной системы начала XX века. Старший брат мальчика Мартин Арчер-Ши, уверенный в его невиновности, убедил отца нанять адвокатa. Дело вёл сэр Эдвард Карсон, также убеждённый в невиновности Джорджа и настоявший на передаче дела в суд. На четвёртый день заседания судебной коллегии заместитель министра юстиции признал, что Арчер-Ши невиновен. Семье заплатили компенсацию. Джордж Арчер-Ши погиб во время Первой мировой войны и был похоронен в деревне Вудчестер в Глостершире, где жили его родители.

### Выпуск DVD
В США фильм вышел на DVD в феврале 2000 года. В дополнительные материалы к диску также входили комментарии и интервью создателей картины: режиссёра/сценариста Дэвида Мэмета, актеров Джереми Норта, Найджела Хоторна и Ребекки Пиджон, а также трейлеры фильмов Приговор и Испанский узник. 

## Награды
Премия «Epiphany Prize» за наиболее вдохновляющий фильм 1999 года.